# 2011 في الجزائر
فيما يلي قوائم الأحداث التي وقعت خلال عام 2011 في الجزائر.

## أفلام
من الأفلام التي صدرت هذه السنة في الجزائر:
- 1 يناير – قداش أتحبني من إخراج فاطمة زهرة زموم.

## كتب
من الكتب التي صدرت هذه السنة في الجزائر:
- 1 يناير – حادي التيوس: أو فتنة النفوس لعذارى النصارى والمجوس من تأليف أمين الزاوي.

## وفيات

### فبراير
- 21 فبراير – جان بايزا (مواليد 1942) لاعب كرة قدم فرنسي.

### يونيو
- 5 يونيو – سيليستين أوليفيه (مواليد 1930) لاعب كرة قدم فرنسي.

### نوفمبر
- 28 نوفمبر – الهادي خضيري (مواليد 1934) سياسي جزائري.